# BDO International
BDO – globalne przedsiębiorstwo świadczące usługi audytorskie, doradcze i konsultingowe.

## Historia
Przedsiębiorstwo powstało w 1963 r. w wyniku połączenia firm konsultingowych z Wielkiej Brytanii, Holandii, Niemiec, Kanady i Stanów Zjednoczonych, które dały początek międzynarodowej sieci ekspertów Binder Seidman International Group. Po dziesięciu latach powiększona o nowych partnerów firma przekształciła się w Binder Dijker Otte & Co. Logo i skrócona nazwa BDO funkcjonują od 1988 roku.
BDO posiada ponad 1658 biur w 167 krajach Europy, Ameryki Północnej i Południowej, Azji, w krajach południowego Pacyfiku, na Bliskim Wschodzie i w Afryce. Zatrudnia ponad 91 000 ekspertów i specjalistów z różnych dziedzin ekonomii, finansów i prawa.

## BDO w Polsce
BDO w Polsce działa od 1991 roku i było jedną z pierwszych na polskim rynku przedsiębiorstw audytorsko-doradczych. Jego założycielem i prezesem był w latach 1991–2022 Andre Helin. Spółka świadczy usługi w zakresie m.in. audytu i rachunkowości oraz doradztwa (finansowego, transakcyjnego, operacyjnego, gospodarczego, podatkowego i prawnego).
Przedsiębiorstwo ma siedzibę w Warszawie i oddziały w Katowicach, Krakowie, Poznaniu i Wrocławiu. W 2022 roku zatrudniało ok. 300 konsultantów i ekspertów, w tym ponad 20 biegłych rewidentów, a także kilkunastu doradców podatkowych i radców prawnych.